# K2-62
K2-62, EPIC 206096602 — одиночная звезда в созвездии Водолея на расстоянии приблизительно 367 световых лет (около 112 парсек) от Солнца. Видимая звёздная величина звезды — +12,397m.
Вокруг звезды обращается, как минимум, две планеты.

## Характеристики
K2-62 — оранжевый карлик спектрального класса K3V. Масса — около 0,77 солнечной, радиус — около 0,73 солнечного, светимость — около 0,165 солнечной. Эффективная температура — около 4531 К.

## Планетная система
В 2016 году командой астрономов, работающих с фотометрическими данными в рамках проекта Kepler K2, было объявлено об открытии двух планет: K2-62 b и K2-62 c.